# Грайевски окръг
Грайевски окръг (на полски: Powiat grajewski) е окръг в Североизточна Полша, Подляско войводство. Заема площ от 967,62 км2.
Административен център е град Грайево.

## География
Окръгът се намира в историческите области Судовия и Мазовия. Разположен е в северозападната част на войводството.

## Население
Населението на окръга възлиза на 49 207446 души (2012 г.). Гъстотата е 51 души/км2.

## Административно деление
Административно окръгът е разделен на 6 общини.
Градска община:
- Грайево

Градско-Селски общини:
- Община Райгрод
- Община Шчучин

Селски общини:
- Община Вонсош
- Община Грайево
- Община Раджилов

## Галерия
- Грайево
- Райгрод
- Шчучин